# LaTasha Colander

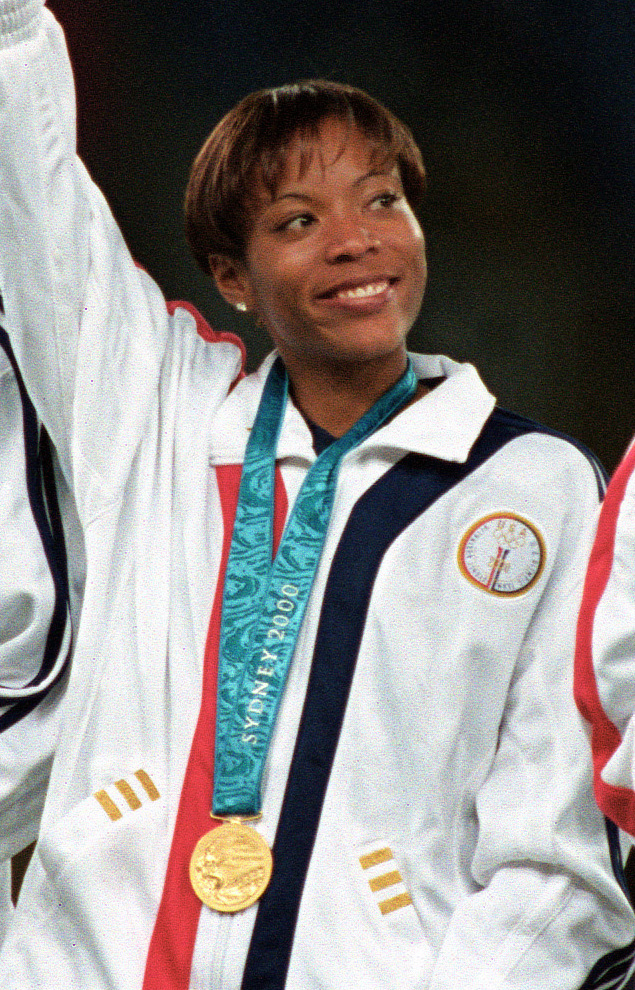
LaTasha Colander, Sydney 2000

LaTasha Colander (* 23. August 1976 in Portsmouth, Virginia) ist eine ehemalige US-amerikanische Leichtathletin.
Colander ist eine sehr vielseitige Sprinterin, die seit 1994 Erfolge über die Strecken 100, 200 und 400 Meter vorzuweisen hat. 1994 wurde sie US-amerikanische Juniorenmeisterin und Juniorenvizeweltmeisterin im 100-Meter-Hürdenlauf. Nach einem kurzen Intermezzo im 400-Meter-Hürdenlauf wurde sie bei den US-Ausscheidungskämpfen zu den Olympischen Spielen 2000 in Sydney überraschend Siegerin im 400-Meter-Lauf mit ihrer bis heute bestehenden persönlichen Bestzeit von 49,87 s. Bei den Spielen in Sydney kam sie dann ebenso überraschend nicht über die zweite Qualifikationsrunde hinaus. Spätere Olympiasiegerin wurde Cathy Freeman (AUS) in 49,11 s. LaTasha Colander gewann allerdings die Goldmedaille mit dem US-amerikanischen Quartett in der 4-mal-400-Meter-Staffel als Schlussläuferin.
2001 wurde sie erneut US-amerikanische Meisterin über 400 Meter, konnte allerdings verletzungsbedingt nicht an den Weltmeisterschaften 2001 in Edmonton teilnehmen. Als 2002 ihre Ergebnisse über die 400-Meter-Strecke schlechter wurden, wechselte sie auf die kürzeren Strecken. Erfolg stellte sich allerdings erst 2004 ein, als sie die US-Trials für die Olympischen Spiele in Athen im 100-Meter-Lauf mit ihrer persönlichen Bestzeit von 10,97 s gewann. Bei den Spielen in Athen belegte sie dann allerdings im Finale nur den achten Platz mit 11,18 s.
Für die Weltmeisterschaften 2005 in Helsinki qualifizierte sie sich als Dritte bei den US-Trials im 200-Meter-Lauf in persönlicher Bestzeit von 22,34 s und wurde im Finale der Weltmeisterschaften Fünfte.
LaTasha Colander ist 1,66 m und wog in ihrer aktiven Zeit 54 kg.

## Persönliche Bestzeiten
- 100 m: 10,97 s
- 200 m: 22,34 s
- 300 m: 36,00 s
- 400 m: 49,87 s
- 400 m Hürden: 56,88 s